# فریاد عشق
فریاد عشق فیلمی به کارگردانی حسین قاسمی وند و نویسندگی جمشید صداقت‌نژاد محصول سال ۱۳۵۶ است.

## داستان
علی، کارگر بندر، و حسام، سر کارگر، گلی، دختر مش محمد، را خواستگاری می‌کنند. مرتضی، نوچهٔ حسام، که وانمود می‌کند با علی دوست است، نیز به گلی علاقه دارد. گلی دور از چشم پدرش با علی ازدواج می‌کند، و علی برای گذران زندگی اش، طبق نقشه ای که حسام و مرتضی طرح کرده‌اند، به کار قاچاق می‌پردازد و تحت تعقیب ژاندارم‌ها قرار می‌گیرد. علی به تهران می‌گریزد و گلی به دنبال او می‌رود؛ اما او را نمی‌یابد. مدتی بعد علی به زادگاهش بازمی‌گردد و بی گناهی خود را ثابت می‌کند، و به خواهش مش محمد به تهران می‌رود تا همسرش را بیابد. تلاش علی بی‌نتیجه می‌ماند. او، در اندک مدتی، با کار و کوشش صاحب شرکت بزرگی می‌شود، و گلی که خیاط خانه ای دایر کرده با کمک لوطی محل به نام جلال دخترش زری را بزرگ می‌کند. جلال به گلی علاقه دارد؛ اما به زبان نمی‌آورد، تا این که علی سر راه زری قرار می‌گیرد و به او دل می‌بندد. جلال که متوجه ماجرا است مخالفت می‌کند، تا این که علی با گلی مواجه می‌شود و در می‌یابد که زری دختر خود او است. آن‌ها زندگی تازه ای را در کنار هم آغاز می‌کنند.

## بازیگران
- منوچهر وثوق
- آرام
- یداله شیراندامی
- شهین رضایی
- محمد بانکی
- اشرف ساغر
- کیومرث ملک مطیعی
- صبا
- اشرف کهن
- کاظم افرندنیا
- سودابه
- لاله کریمی
- حسن بلور
- خالدی
- لی‌لی
- حسین اشراق